# اوماش
اوماش (به عربی: أوماش) یک شهرداری در الجزایر است که در استان بسکره واقع شده‌است. اوماش ۸٬۱۷۵ نفر جمعیت دارد.